# Pasteur Bizimungu
Pasteur Bizimungu (nascut el 1950) va ser el tercer president de Ruanda, que va ocupar el càrrec des del 19 de juliol de 1994 fins al 23 de març de 2000.

## Primers anys
Bizimingu va néixer a la prefectura de Gisenyi de Ruanda. Segons l'acadèmic Filip Reyntjens, Bizimungu tenia vincles amb grups radicals anti-tutsi quan era estudiant el 1970, però més tard es va unir al Front Patriòtic Ruandès. Va ser president de Ruanda després del genocidi de 1994.

## Relació amb MRND
En els anys 80 i 90, Bizimungu va treballar en el govern hutu del MRND que va governar Ruanda fins a 1994. Abans de 1990 Bizimungu va mantenir vincles estrets amb el president Hutu Juvénal Habyarimana. Durant aquest període, va ocupar diversos càrrecs, inclòs el de director general d'Electrogaz, la companyia elèctrica nacional.
En 1990 es va unir al Front Patriòtic Ruandès (RPF) després que fos assassinat el seu germà, coronel de les Forces Ruandeses de Defensa. En aquell temps el FPR preparava la invasió de Ruanda des d'Uganda, començant la Guerra Civil ruandesa. Bizimungu vivia exiliat a Bèlgica, servint com a oficial d'informació del partit. En 1993 va ajudar a negociar els acords d'Arusha.
Després de la mort d'Habyarimana en un accident aeri el 6 d'abril de 1994, els extremistes ètnics van desencadenar el genocidi ruandès.

## Presidència
El juliol del 1994, el FPR va obtenir el control del país i va establir un govern d'unitat nacional. El líder de FPR, Paul Kagame, va ser elegit vicepresident i Bizimungu es va convertir en president.
Durant l'administració de Bizimungu, molts van creure que era simplement una figura decorativa, i que Kagame mantenia el poder real. Bizimungu aviat va entrar en conflicte amb Kagame quan Bizimungu va argumentar que hi havia una repressió injustificada de la dissidència. Els crítics van acusar Bizimungu de corrupció, al·legant que havia bloquejat els intents del Parlament de censurar ministres corruptes, es va negar a pagar indemnitzacions als residents desallotjats en un dels seus llocs de construcció i va esquivar els impostos ruandesos registrant dos dels seus camions a la República Democràtica del Congo.
Bizimungu va dimitir el març de 2000 en una disputa sobre la composició d'un nou gabinet, i Kagame es va convertir en president.

## Partit Democràtic per la Renovació
Al maig de 2001, Bizimungu va fundar un nou partit polític, el Partit Democràtic per la Renovació (Parti démocratique pour le renouveau, PDR), conegut com a Ubuyanja en kinyarwanda. Va ser gairebé immediatament prohibit pel govern, que el va acusar de ser un partit hutu radical. Bizimungu va ser arrestat i Amnistia Internacional el va declarar pres de consciència.
Va ser posat sota arrest domiciliari per continuar les operacions del partit el 19 d'abril de 2002 i va ser acusat de posar d'amenaçar l'estat. El 7 de juny de 2004 va ser sentenciat a 15 anys de presó per haver intentat formar una milícia, incitació a la violència i malversació. Va rebre una condemna de cinc anys per cada una d'aquestes acusacions, que es van executar consecutivament.
El 17 de febrer de 2006, l'apel·lació de Bizimungu, basada en el fet que va ser condemnat per crims diferents als que va ser acusat inicialment, va ser denegada per la Cort Suprema.
Va ser alliberat el 6 d'abril de 2007, perdonat per Kagame. Kagame no va donar cap explicació del perdó. L'abril de 2011 el cofundador del PDR i també acysat Charles Ntakirutinka encara restava a presó, i era considerat per Amnistia Internacional "cas prioritari."

## Família
L'esposa de Bizimungu és Séraphine Utamuliza. Té un fill i dues filles, Alexander Tabara, Nicole Tamara, i Carine Cyuzuzo.